# Magnetová hora
Magnetová hora je název českého vydání dobrodružného vědeckofantastického románu francouzského spisovatele Andrého Laurieho Sêléné Company Limited z roku 1888.

## Obsah románu
Román začíná tím, že trojice australských podvodníků (jmenují se Gryphins, Vogel a Wagner) založí podvodnou akciovou společnost pro dobytí a využití nerostného bohatství Měsíce Selene Company Limited (podle ní se jmenuje román ve francouzském originálu) s úmyslem vysát z ní vklady akcionářů. Na její schůzi se však objeví mladý geniální francouzský vědec Norbert Mauny, který je opravdu na stopě velkého objevu, jak pomocí antigravitační síly přitáhnout Měsíc k Zemi a získat tak jeho suroviny. Přes nesouhlas podvodníků se stane ředitelem společnosti a jeho přítel sir Frederick Coghill jednatelem dozorčí komise společnosti.
Pro svůj experiment si Mauny zvolí střední Súdán, kde je velké množství pyritu, který potřebuje po vytvoření obrovského magnetu. Velkým problémem však je, že v Súdánu právě probíhá Mahdího povstání, které tak tvoří pozadí děje. V Súdánu se Mauny také seznámí s krásnou dívkou Gertrudou Kersainovou, dcerou francouzského konzula v Suakinu a oba mladí lidé si nejsou lhostejní. 
Výprava, ve které je Mauny se svým sluhou Virgillem, Coghill s komorníkem Tyrellem, Kersainův švagr lékař Briet a také Gryphins, Vogel a Wagner, najde na planině dvě stě kilometrů vzdálené od Suakinu  magnetovou horu, tj. jednolitý, kuželovitý masiv, který přečnívá asi o sedm set metrů své okolí a je plný pyritu. Mauny v ní založí výzkumnou stanici a začne také stavět šachtu s kabinou, ve se chce dostat k přitáhnutému Měsíci. Jako dělníci mu slouží místní domorodci, kteří však sympatizují s Mahdím.
Mezitím je Gertrudin otec jmenován konzulem v Chartúmu, kam se svou dceru a její služkou Fátimou odjede. Městu však hrozí obležení od mahdistů, a tak si pro Gertrudu dojede Mauny, aby jí pod záminkou zlepšení jejího zdraví odvezl do bezpečí výzkumné stanice. Cestou je zajme trpaslík Kaddúr, zdánlivý sluha místního šejka, ve skutečnosti však významný Mahdího poradce Abú el Násr, člověk dokonale ovládající životní projevy svého těla vůlí díky tomu, že absolvoval čtrnáctiletou kněžskou školu v indickém klášteře, ztraceném v džungli. Chce donutit Gertrudu, aby se stala jeho ženou. Když zjistí, že miluje Maunyho, změní svůj názor, ale rozhodne se, že zabrání Maunymu v jeho experimentu, který by údajně urážel Mahdího náboženské cítění. Záměr se mu však nepovede a upadne do zajetí obyvatel výzkumné stanice.
Brzy na to je stanice přepadena mahdisty. Mauny chce urychlit přitažení Měsíce, aby je vyděsil, ale při boji dojde najednou k obrovskému výbuchu. Všichni ztratí vědomí a když se proberou, zjistí že je magnetová hora díky neustále vzrůstající antigravitační síle Maunyho experimentu přemístila na Měsíc. Naštěstí vzala s sebou i vzduchovou vrstvu, kterou si přidržuje díky své gravitaci, takže obyvatelé stanice mohou dýchat. Navíc mají připravené skafandry a kyslíkové nádrže. Wagner na následky přemístění na Měsíc zemře a při jeho pohřbu je objeven kráter plný zlata. Gryphins a Vogel se pro zlato vydají ve skafandrech a již se nevrátí. Jsou zasypání při jeho kopání.
Trpaslík Kaddúr také všem vysvětlí, že není jejich nepřítel. Dávno již není na straně Mahdího, protože zjistil, že je to náboženský fanatik, který arabskému lidu skutečnou svobodu nepřinese. Gertrudu si chtěl vít proto, aby naplnil dávné proroctví, že obyvatelům Súdánu se povede dobře tehdy, až mu bude vládnout černý skřet a bílá měsíční bohyně, a mohl tak mít rozhodující vliv na osvobozenecký boj.
Díky kabině se všichni mohou vrátit na Zem. Na Měsíci však musí někdo zůstat, aby ručně řídil antigravitační síly. K tomu se dobrovolně přihlásí Kaddůr, kterému na Měsíci smrt nehrozí, protože umí v sobě potlačit životní pochody na nejmenší nutnou míru a ani vzduchu mnoho nepotřebuje.
Kabina se díky Kaddúrovi dostane bezpečně na Zem a přistane na břehu Nilu. Cestovatelé jsou pak objeveni anglickým dělovým člunem, na kterém shodou okolností jede Gertrudin otec, který byl vyslán z Chartúmu se žádostí o vojenskou pomoc. Na konci románu je Mauny povýšen do šlechtického stavu a ožení se s Gertrudou.

## Česká vydání
- Magnetová hora, Josef R. Vilímek, Praha 1902, přeložil Bohumil Klika, znovu 1927.
- Magnetová hora, Albatros, Praha 1969, přeložil Zdeněk Hobzík.